# Wei Fuouiang
Wei Fuouiang – chiński judoka.
Brązowy medalista mistrzostw Azji w 1997 roku.